# 唐湛清
唐湛清，中华人民共和国政治人物、外交官。
1993年，接替万永祥，担任中华人民共和国驻斯洛伐克大使。1996年，由陶苗发接任。

## 荣誉

### 外国勋章奖章
- 二级白色双十字勋章（斯洛伐克，1996年颁发）